# 紀元前666年
紀元前666年（きげんぜん666ねん）は、西暦（ローマ暦）による年。紀元前1世紀の共和政ローマ末期以降の古代ローマにおいては、ローマ建国紀元88年として知られていた。紀年法として西暦（キリスト紀元）がヨーロッパで広く普及した中世時代初期以降、この年は紀元前666年と表記されるのが一般的となった。

## 他の紀年法
- 干支 : 乙卯
- 中国
  - 周 - 恵王11年
  - 魯 - 荘公28年
  - 斉 - 桓公20年
  - 晋 - 献公11年
  - 秦 - 宣公10年
  - 楚 - 成王6年
  - 宋 - 桓公16年
  - 衛 - 懿公3年
  - 陳 - 宣公27年
  - 蔡 - 穆侯9年
  - 曹 - 釐公5年
  - 鄭 - 文公7年
  - 燕 - 荘公25年
- 朝鮮
  - 檀紀1668年
- ユダヤ暦 : 3095年 - 3096年

## できごと

### 中国
- 斉軍が衛を攻撃し、衛軍を撃破した。
- 晋の献公は驪姫の意を受けた梁五と東関五の進言に従い、太子申生を曲沃に、重耳を蒲城に、夷吾を屈に移させた。
- 楚の令尹子元（中国語版）が鄭を攻撃し、桔柣門に侵入した。斉と宋の軍が鄭を救援したため、楚軍は夜間に逃走した。
- 魯が郿に築城した。
- 魯で飢饉が発生し、臧文仲（中国語版）が斉に食糧の援助を求めた。

## 死去
- 邾の憲公